# Mitarbeiterunternehmen
Ein Mitarbeiterunternehmen ist ein Unternehmen, dessen Anteile sich im Besitz der Mitarbeiter befinden.
Unabhängig von ihrer Rechtsform stehen Mitarbeiterunternehmen in der basisdemokratischen Tradition einer Produktivgenossenschaft, auch wenn sie in Deutschland überwiegend als GmbH oder als Mitarbeiter-AG firmieren.
Entscheidend ist die Orientierung an den genossenschaftlichen Grundsätzen, zu denen das Förderprinzip, das Identitätsprinzip sowie innerbetriebliche Demokratie gehören:
- Förderprinzip: Wirtschaftliche Produktivität sowie die Befriedigung der Bedürfnisse der Mitarbeiter sind dabei gleichberechtigte Ziele des Mitarbeiterunternehmens.
- Identitätsprinzip: Die Belegschaft ist zugleich Eignerin zumindest des stimmberechtigten Stammkapitals, dabei bleibt die Einlagehöhe jedes einzelnen Mitarbeiter begrenzt.
- Demokratieprinzip: Die innere Organisation des Unternehmens, bis hin zur Unternehmensführung, ist von gleichberechtigter demokratischer Entscheidungsmacht und gemeinschaftlicher Selbstverwaltung bestimmt, die über bloße Partizipation hinausgeht.

Bekanntes Beispiel für Mitarbeiterunternehmen sind das ehemals eigenständige Solartechnikunternehmen Wagner & Co. Ehemalige Mitarbeiterunternehmen waren die insolvente Photo Porst, Firma von Carl Backhaus Joh. Friedrich Behrens sowie das jetzt börsennotierte Softwareunternehmen PSI AG.